# Bóstwa solarne
Bóstwa solarne – typ bóstwa uranicznego będącego personifikacją Słońca jako całości lub jego stanów.
Bóstwa solarne:
- aztecki Nanautzin
- babiloński Szamasz
- bałtyjska Saule
- celtycki Lugh

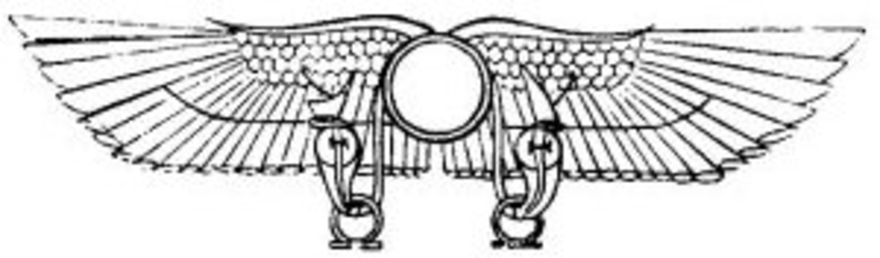
Symbol Horusa

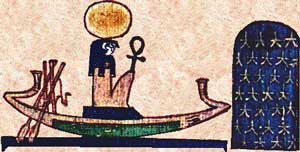
Ra na swojej słonecznej barce

- egipski Re (Ra) lub Amon-Re (Amon-Ra), Aton
- grecki Apollo i Helios
- indoirański Mitra
- indyjscy Surja i Sawitri
- inkaski Inti
- japońska Amaterasu
- rzymski Sol
- syryjski Jarhibol i Malakbel
- słowiański Dadźbóg
- arabska Hunam
- skandynawska Sol

Zwykle bóstwa solarne zajmują w panteonie główne miejsce, często są to jednocześnie bogowie wszechwiedzy, sprawiedliwości, zdrowia.
Czasem wyróżnia się bogów ze względu na „stan” słońca, np.:
- Horus – egipski bóg uosabiający m.in. wschodzące słońce
- Re – egipski bóg uosabiający m.in. słońce dzienne
- Atum – egipski bóg uosabiający m.in. zachodzące słońce

lub jego wpływ na przyrodę:
- Szamasz – babilońsko-asyryjski bóg uosabiający dobroczynne Słońce
- Nergal – babilońsko-asyryjski bóg uosabiający niszczące Słońce.

Bywa, że bóstwo łączy oba powyższe aspekty – takie zjawisko obserwujemy w przypadku postaci Apolla. Zwykle jednak bóstwom solarnym przypisuje się dobry charakter.
Kult solarny był szczególnie powszechny w starożytnym Egipcie i na Bliskim Wschodzie, wśród wielkich cywilizacji Azji (Chiny, Indie, Japonia) oraz w Cesarstwie Rzymskim i zdarzało się, iż zdobywał tam dominującą pozycję. Jednakże zwłaszcza w porównaniu z kultem lunarnym, solarny nie jest zbyt powszechny – jego obecność w Afryce, Australii, Melanezji, Polinezji i Mikronezji bardzo nietrwale się zaznacza, równie słabo rysuje się w obu Amerykach, z wyjątkiem Peru i Meksyku (tylko tam powstały autentyczne organizmy polityczne). Wydaje się to podkreślać silny związek kultu solarnego z rozwojem cywilizacji historycznej, pojęcia króla i imperium.
Bóstwa solarne łączyły zwykle w sobie cechy bóstw płodności i wegetacji oraz bóstw stanowiących ład kosmiczny, co prawdopodobnie wynika z faktu, iż kult solarny ściśle łączy się z przejściem do gospodarki rolnej. Zazwyczaj Słońce utożsamiano z pierwiastkiem męskim (podczas gdy bóstwa telluryczne łączono na ogół z pierwiastkiem żeńskim).
Częstokroć odwołanie się do bóstwa Słońca stanowiło podstawę legitymizacji władzy ziemskiej (władca jako syn Słońca), np.: bogini Amaterasu miała być przodkiem japońskiej rodziny cesarskiej, Inti był przodkiem króla Inków, a egipskich faraonów nazywano synami Re.
Kult solarny czasem stawał się tak silny i popularny, że zaczynał funkcjonować jak religia monoteistyczna. Za Aureliana połączenie kultu Sola i Mitry stało się podstawą nowego kultu Słońca Niezwyciężonego (Sol Invictus), który nabrał cech państwowej religii niemalże monoteistycznej. Z kolei reformy Amenofisa IV (Echnatona) uczyniły Atona jedynym bogiem w Egipcie.
Słońce jako dawca światła często było kojarzone z okiem i widzeniem, a co za tym idzie – bogowie solarni zostali utożsamieni z wszechwiedzą, prawem, a także przysięgą i kontraktem (Słońce jako świadek składanej przysięgi i zawieranej umowy). Takie funkcje przypisywano m.in. Heliosowi, Mitrze i Szamaszowi.
Według jednej z teorii, święto Bożego Narodzenia przejęło termin narodzin Mitry – dzień przesilenia zimowego, który na początku naszej ery według kalendarza juliańskiego przypadał 25 grudnia.